# Ernest Laurent

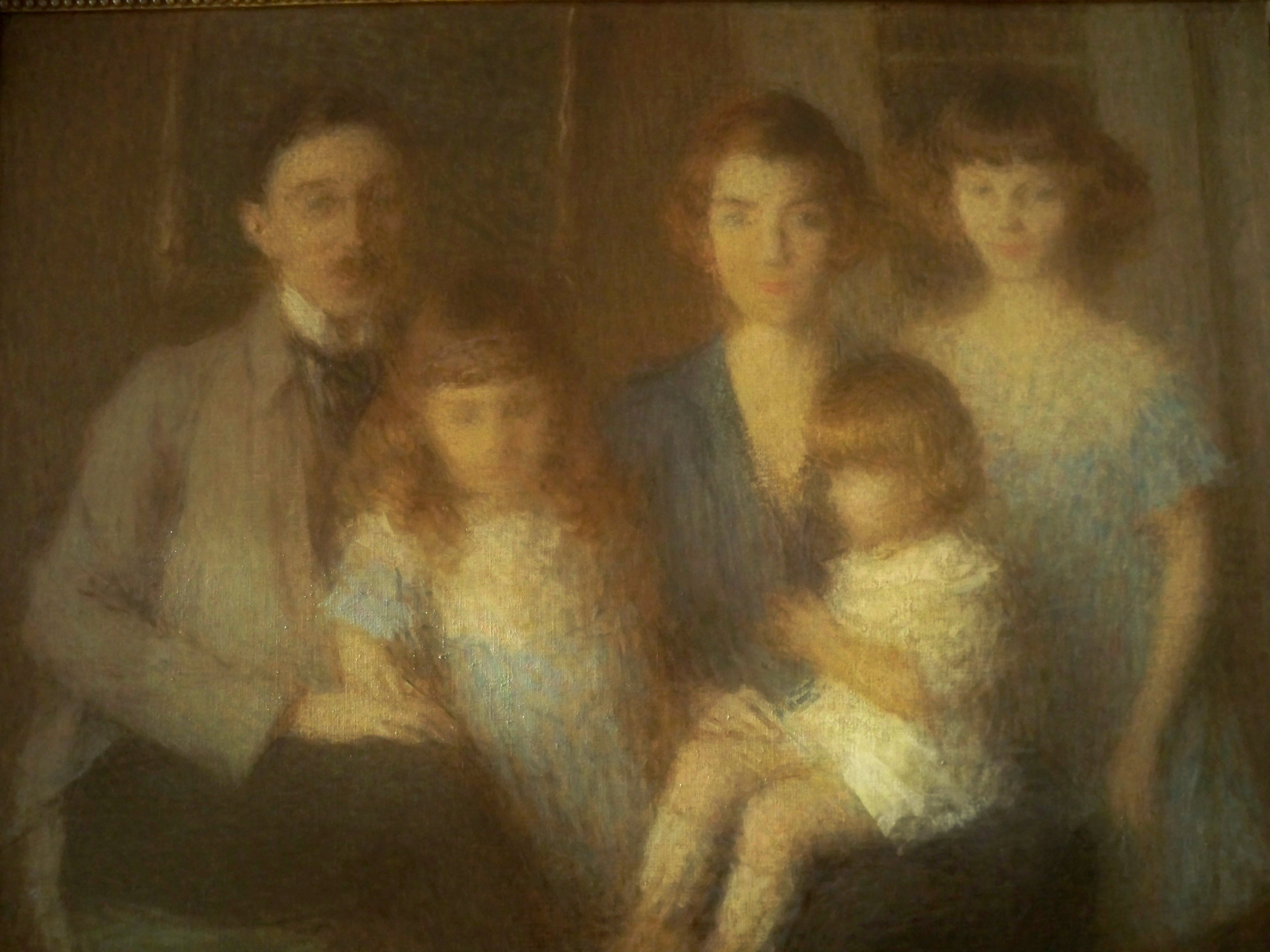
La famiglia di Jacques Sainsère, 1921, collezione privata

Ernest Laurent (Parigi, 8 giugno 1860 – Bièvres, 25 giugno 1929) è stato un pittore francese.

## Biografia
Nato in una famiglia ben agiata, nel 1879 entrò nell'École des Beaux-Arts, diventando alunno di Henri Lehmann, un discepolo di Ingres dalla salda adesione al tardo neoclassicismo. Qui fece conoscenza con Seurat e Aman-Jean, con i quali affittò uno studio e visitò la quarta esibizione impressionista del 1879. I tre furono così colpiti da decidere di abbandonare l'accademia e svilupparono negli anni successivi la tecnica puntinista, in particolare Seurat, che aveva grande stima per le scoperte scientifiche sul colore di Eugène Chevreul. Poco dopo però Laurent si staccò dal gruppo, per aderire al meno rivoluzionario stile simbolista sotto l'influenza di Puvis de Chavannes. 
Dal 1882 presentò regolarmente i suoi lavori al Salon e nel 1885 ottenne un particolare successo, che gli valse un premio di studio per visitare l'Italia. Nel 1889 vinse il Prix Rome e soggiornò a Villa Medici. 
Dopo essere tornato in Francia partecipò al nuovo Salon de la Rose Croix, organizzato da Joséphin Péladan e rafforzò la sua tendenza simbolista. Più tardi, con Aman-Jean e Martin, ereditò dal Salon la tendenza a rappresentare scene di vita borghese con una tavolozza di colori delicati. Nel 1911 venne organizzata una retrospettiva monografica della sua opera alla Galleria Durand-Ruel e nel 1920 un'esposizione a Parigi con Henri-Jean-Guillaume Martin, Henri Le Sidaner e altri, presso la Galleria Georges Petit.
Poco dopo la sua morte una grande retrospettiva fu organizzata al Museo dell'Orangerie: nonostante ciò venne col tempo dimenticato e solo in tempi recenti si è avvertita una sua riscoperta.